# Gerard Donovan
Œuvres principales
Schopenhauer's Telescope
Gerard Donovan, né le 16 mai 1959 à Wexford, dans le comté de Wexford, en république d'Irlande, est un écrivain irlandais.

## Œuvres

### Prose
- Schopenhauer’s Telescope, 2003
- Doctor Salt, 2005[1]
- Julius Winsome, 2006[2]

- traduit en français sous le titre Julius Winsome par Georges-Michel Sarotte, Paris, Éditions du Seuil, coll. « Cadre Vert », 2009, 244 p.  (ISBN 978-2-02-095913-1)
- Sunless, 2007
- Country of the Grand, nouvelles, 2008

- traduit en français sous le titre Pays de cocagne par Georges-Michel Sarotte, Paris, Éditions du Seuil, coll. « Cadre Vert », 2011, 280 p.  (ISBN 978-2-02-095914-8)
- Young Irelanders, nouvelles, 2009
- Tanglewood, 2015

- traduit en français sous le titre Une famille passagère  par Georges-Michel Sarotte, Paris, Éditions du Seuil, coll. « Cadre Vert », 2016, 192 p.  (ISBN 978-2-02-129115-5)

### Poésie
- Columbus Rides Again, 1992
- Kings and Bicycles, 1995
- The Lighthouse, 2000